# Pavel Konzbul
Pavel Konzbul (ur. 17 października 1965 w Brnie) – czeski duchowny rzymskokatolicki, biskup pomocniczy brneński w latach 2016–2022, biskup diecezjalny brneński od 2022.

## Życiorys
Święcenia kapłańskie przyjął 28 czerwca 2003 i został inkardynowany do diecezji brneńskiej. Po kilkuletnim stażu wikariuszowskim został skierowany do biskupiego liceum w Brnie w charakterze ojca duchownego. W 2013 mianowany proboszczem katedry brneńskiej.
21 maja 2016 papież Franciszek mianował go biskupem pomocniczym diecezji brneńskiej oraz biskupem tytularnym Litomyšla. Sakry udzielił mu 29 czerwca 2016 biskup Vojtěch Cikrle. 26 maja 2022 papież Franciszek mianował go biskupem diecezji brneńskiej